# Infantele Carlos, Duce de Calabria
Infantele Carlos al Spaniei, Prinț al celor Două Sicilii, Duce de Calabria (Carlos Maria Alfonso Marcel de Borbón-Dos Sicilias y de Borbón-Parma; 16 ianuarie 1938 - 5 octombrie 2015) a fost fiul lui Don Alfonso de Bourbon-Două Sicilii, Duce de Calabria (1901–1964) și al Prințesei Alicia de Bourbon-Parma (n. 1917).

## Căsătorie și copii
La 12 mai 1965, la Dreux, Franța, Infantele Carlos s-a căsătorit cu Prințesa Anne a Franței, fiica Prințului Henri, Conte de Paris și a soției acestuia, Isabela, contesă de Paris. Deși se cunoșteau încă din copilărie, relația lor a început la Atena în 1962, la nunta viitorului rege Juan Carlos al Spaniei cu Prințesa Sofía a Greciei. Ducele și Ducesa de Calabria au decis să trăiască în Spania.
Anne și Carlos au avut cinci copii:
- Prințesa Cristina de Bourbon-Două Sicilii (n. 1966 la Madrid), căsătorită în 1994 cu Pedro López-Quesada y Fernández Urrutia (n. 1964). Au doi copii.
- Prințesa María de Bourbon-Două Sicilii (n. 1967 la Madrid), căsătorită în 1996 cu Arhiducele Simeon de Austria (n. 1958), un nepot al împăratului Carol I al Austriei. Au cinci copii.
- Prințul Pedro de Bourbon-Două Sicilii, Duce de Noto (n. 1968 la Madrid), căsătorit morganatic cu Sofia Landaluce y Melgarejo (n. 1973) în 2001. S-a căsătorit fără consimțământul dinastic al tatălui și copii săi nu se bucură de drepturile sau titlurile dinastice. Au șase copii.
- Prințesa Inés María de Bourbon-Două Sicilii (n. 1971 la Madrid), căsătorită în 2001 cu aristocratul napolitan Michele Carrelli Palombi dei Marchesi di Raiano (n. 1965). Au doi copii.
- Prințesa Victoria de Bourbon-Două Sicilii (n. 1976 la Madrid), căsătorită cu armatorul grec Markos Nomikos (n. 1965) în 2003. Au trei copii.